# Küsse und Schüsse: Verliebt in einen Yakuza (Fernsehserie)
Küsse und Schüsse: Verliebt in einen Yakuza (Originaltitel: 恋と弾丸) ist eine japanische Fernsehserie, basierend auf der gleichnamigen Mangareihe von Nozomi Mino. In Japan fand die Premiere der Serie am 27. Oktober 2022 auf MBS statt. Im deutschsprachigen Raum erfolgte die Erstveröffentlichung der Serie am 25. Januar 2023 durch Disney+ via Star als Original.

## Handlung
Yuri, eine zielstrebige Studentin, wünscht sich nichts sehnlicher, als einen Mann zu finden, der sie so liebt, wie sie ist, mit all ihren Ecken und Kanten. Als sie mit ihren Freunden eine Party besucht, gerät Yuri in eine brenzlige Situation, doch zum Glück greift Toshiomi Oya beherzt ein und bewahrt sie vor Schlimmerem. Der junge Mann entpuppt sich als hochrangige Persönlichkeit eines Yakuza-Clans und überreicht Yuri eine Visitenkarte mit dem Namen seines Clans. Mit einem mulmigen Gefühl begibt sich Yuri zu den Räumlichkeiten des Clans, um Toshiomi für seine Hilfe zu danken. Doch zu ihrer Überraschung wird sie von Toshiomi herzlich empfangen. Schon nach kurzer Zeit verlieben sich beide Hals über Kopf ineinander, und das Feuer der Leidenschaft beginnt zu lodern. Toshiomi fühlt sich von Yuris Zielstrebigkeit angezogen, während Yuri seine galante Art schätzt. Yuri beschließt, die Freundin von Toshiomi zu werden. Doch ihre Beziehung und Liebe füreinander stehen unter keinem guten Stern. Ihr jeweiliges Umfeld versucht sie auseinanderzureißen, und schon bald fallen die ersten Schüsse, und Yuri stellt fest, was es bedeutet, die Freundin eines Yakuza zu sein und dass ihr neues Leben alles andere als ungefährlich ist. Allen Widrigkeiten zum Trotz wächst ihre Liebe füreinander mit jeder weiteren Hürde. Doch mit der Zeit sieht sich Yuri zunehmend mit der Frage konfrontiert, ob dieses gehobene, aber auch brandgefährliche Leben seinen Preis wert ist.

## Episodenliste
| Nr. | Deutscher Titel                 | Originaltitel | Erstausstrahlung (Japan) | Deutschsprachige Erstveröffentlichung (D/A/CH) | Regie               |
| --- | ------------------------------- | ------------- | ------------------------ | ---------------------------------------------- | ------------------- |
| 1   | Sakura und Lilien               | 桜と百合      | 27. Okt. 2022            | 25. Jan. 2023                                  | Smith               |
| 2   | Wahnsinn und Freude             | 狂気と驚喜    | 3. Nov. 2022             | 25. Jan. 2023                                  | Smith               |
| 3   | Vater und Sohn                  | 父と子        | 10. Nov. 2022            | 25. Jan. 2023                                  | Keijirō Tsubakimoto |
| 4   | Liebe und Eifersucht            | 愛と嫉妬      | 17. Nov. 2022            | 25. Jan. 2023                                  | Keijirō Tsubakimoto |
| 5   | Schmetterling und Gift          | 蝶と毒薬      | 24. Nov. 2022            | 25. Jan. 2023                                  | Keijirō Tsubakimoto |
| 6   | Kindheitsfreund und Nebenbuhler | 幼馴染と恋敵  | 1. Dez. 2022             | 25. Jan. 2023                                  | Hiroto Totsuka      |
| 7   | Lügen und Versprechen           | 嘘と約束      | 8. Dez. 2022             | 25. Jan. 2023                                  | Hiroto Totsuka      |
| 8   | Wein und Wunde                  | 酒と傷        | 15. Dez. 2022            | 25. Jan. 2023                                  | Smith               |
| 9   | Liebe und Gewehrkugeln          | 恋と弾丸      | 22. Dez. 2022            | 25. Jan. 2023                                  | Smith               |